# Jean-Claude Capèle
Jean-Claude Capèle est un germaniste, traducteur, auteur et enseignant français né le 12 juin 1953 à Spire (Allemagne) et mort le 18 septembre 2017 à Paris.
Auteur d’une cinquantaine de traductions dans des genres incluant le roman et l’essai, il a contribué à faire connaître du public francophone des auteurs comme Leo Perutz, Urs Widmer, Hugo Loetscher.
Il a traduit Autour du grand tribunal du prix Nobel de littérature 2019 Peter Handke, des textes inédits de Sigmund Freud (La Dénégation, Notre cœur tend vers le Sud,) ainsi que le roman inachevé de Stefan Zweig, Clarissa.
Sa traduction du Mobile d'Aurora d’Erich Hackl a été mise en scène à la Comédie-Française en 1989.

## Vie
Né en Allemagne d’une mère allemande et d’un père français, Jean-Claude Capèle grandit entre ces deux langues à Spire puis Baden-Baden où il obtient son Abitur en 1971.
Il réalise des études supérieures d’allemand à l’université de Strasbourg, enseigne l'allemand dans différents lycées français puis, à partir de 1989, en classe préparatoire à Janson-de-Sailly.
Il entame en 1985 une carrière de traducteur pour différentes maisons d'édition françaises dont Fayard, Julliard, Presses de la Cité, Belfond, Stock.

## Auteurs traduits
Jean-Claude Capèle a notamment traduit des œuvres de Friedrich Christian Delius, Norbert Elias, Lion Feuchtwanger, Sigmund Freud, Erich Hackl, Peter Handke, Siegfried Lenz, Hugo Loetscher, Leo Perutz, Peter Rosei, Peter Scholl-Latour, Ernst Weiss, Urs Widmer et Stefan Zweig.

## Récompenses
La Mouche et la soupe de Hugo Loetscher (Fayard, 1995) a obtenu le prix Lipp-Zurich de la traduction en 1996.

## Publications en tant qu'auteur
- Guide du thème allemand. Hachette supérieur, Paris, 1990  (ISBN 2-01-016253-6).
- L'Allemagne, hier et aujourd'hui. Hachette supérieur, Paris, 1996  (ISBN 978-2-01-146068-4).

## Liste des ouvrages traduits
| Année | Auteur                     | Titre                                           | Genre          | Maison d'édition            |
| ----- | -------------------------- | ----------------------------------------------- | -------------- | --------------------------- |
| 2010  | Anna G.                    | Mon analyse avec le professeur Freud            | Récit          | Aubier                      |
| 1994  | Martin Grzimek             | La Filature                                     | Roman          | Belfond                     |
| 1986  | Siegfried Lenz             | Le Bateau-Phare                                 | Roman          | Belfond                     |
| 1992  | Stefan Zweig               | Clarissa                                        | Roman          | Belfond                     |
| 1986  | Ursula Goldmann-Posch      | Journal d'une dépression                        | Récit          | Belfond                     |
| 1999  | C. S. Mahrendorff          | Et ils troublèrent le sommeil du monde          | Roman          | Fayard                      |
| 2002  | C. S. Mahrendorff          | La Valse des anges déchus                       | Roman          | Fayard                      |
| 1989  | Ernst Weiss                | Georg Letham, médecin et meurtrier              | Roman          | Fayard                      |
| 2008  | Friedrich Christian Delius | Le Dimanche où je suis devenu champion du monde | Roman          | Fayard                      |
| 1992  | Herbert Rosendorfer        | Les Saints d'or                                 | Roman          | Fayard                      |
| 1994  | Herbert Rosendorfer        | Grand solo pour Anton                           | Roman          | Fayard                      |
| 1992  | Hugo Loetscher             | La Tresseuse de couronnes                       | Roman          | Fayard                      |
| 1993  | Hugo Loetscher             | Un Automne dans la Grosse Orange                | Roman          | Fayard                      |
| 1995  | Hugo Loetscher             | La Mouche et la soupe                           | Récits         | Fayard                      |
| 1994  | Hugo Loetscher             | Le Coq prêcheur                                 | Essai          | Fayard                      |
| 1987  | Leo Perutz                 | La Neige de Saint-Pierre                        | Roman          | Fayard                      |
| 1987  | Leo Perutz                 | La Troisième balle                              | Roman          | Fayard                      |
| 1987  | Leo Perutz                 | La Nuit sous le pont de pierre                  | Roman          | Fayard                      |
| 1987  | Leo Perutz                 | Turlupin                                        | Roman          | Fayard                      |
| 1989  | Leo Perutz                 | Le Maître du Jugement dernier                   | Roman          | Fayard                      |
| 1989  | Leo Perutz                 | Où roules-tu, petite pomme ?                    | Roman          | Fayard                      |
| 1995  | Lion Feuchtwanger          | Le Faux Néron                                   | Roman          | Fayard                      |
| 1996  | Lion Feuchtwanger          | La Guerre de Judée                              | Roman          | Fayard                      |
| 1998  | Lion Feuchtwanger          | Les Fils                                        | Roman          | Fayard                      |
| 2000  | Lion Feuchtwanger          | Le Jour viendra                                 | Roman          | Fayard                      |
| 1996  | Lion Feuchtwanger          | Le Diable en France                             | Récit          | Belfond                     |
| 2000  | Milo Dor                   | Vienne, chemises bleues                         | Roman          | Fayard                      |
| 2001  | Milo Dor                   | Un Monde à la dérive                            | Roman          | Fayard                      |
| 2002  | Milo Dor                   | Morts en sursis                                 | Roman          | Fayard                      |
| 2004  | Milo Dor                   | La Ville blanche                                | Roman          | Fayard                      |
| 2003  | Peter Handke               | Autour du grand tribunal                        | Récit          | Fayard                      |
| 1987  | Peter Rosei                | Comédie                                         | Roman          | Fayard                      |
| 1988  | Peter Rosei                | Les Nuages                                      | Roman          | Fayard                      |
| 1990  | Peter Rosei                | L' Insurrection                                 | Roman          | Fayard                      |
| 2006  | Sigmund Freud              | La Dénégation                                   | Essai          | Le Discours psychanalytique |
| 2005  | Sigmund Freud              | Notre Cœur tend vers le Sud                     | Correspondance | Fayard                      |
| 1993  | Urs Widmer                 | Le Paradis de l'oubli                           | Récit          | Fayard                      |
| 1994  | Urs Widmer                 | Le Siphon bleu                                  | Roman          | Fayard                      |
| 1995  | Urs Widmer                 | Les Hommes jaunes                               | Roman          | Fayard                      |
| 1991  | Norbert Elias              | Norbert Elias par lui-même                      | Récit          | Fayard                      |
| 1986  | André Kaminski             | L'Année prochaine à Jérusalem                   | Roman          | Julliard                    |
| 1986  | Peter Scholl-Latour        | Les Guerriers d'Allah                           | Essai          | Presses de la Cité          |
| 1988  | Peter Scholl-Latour        | Mort sur le grand fleuve                        | Essai          | Presses de la Cité          |
| 1989  | Peter Scholl-Latour        | Hexagonie                                       | Essai          | Presses de la Cité          |
| 1991  | Peter Scholl-Latour        | Le Glaive de l'Islam                            | Essai          | Presses de la Cité          |
| 1988  | Erich Hackl                | Le Mobile d'Aurora                              | Récit          | Fayard                      |
| 1994  | Erica Fischer              | Aimée et Jaguar                                 | Roman          | Stock                       |